# کسرالدشت
کَسْرُالدَّشت روستایی از توابع دهستان فداغ در بخش مرکزی شهرستان گراش در استان فارس ایران است. این روستا دارای مسجد، مدرسه و دهیاری می‌باشد.

## جمعیت
روستای کسرالدشت در ۹ کیلومتری مرکز شهرستان گراش قرار دارد و بر اساس سرشماری مرکز آمار ایران در سال ۱۳۹۵، جمعیت آن ۷۱ نفر شامل ۲۱ خانوار بوده‌است.